# نیکی گلیسر
نیکی گلیسر (به انگلیسی: Nikki Glaser) (زاده ۱ ژوئن ۱۹۸۴) بازیگر ، استندآپ کمدین آمریکایی است.
از فیلم‌های معروف او می‌توان به بازی در فاجعه، مشت‌زدن به هنری اشاره کرد.